# Banyoles

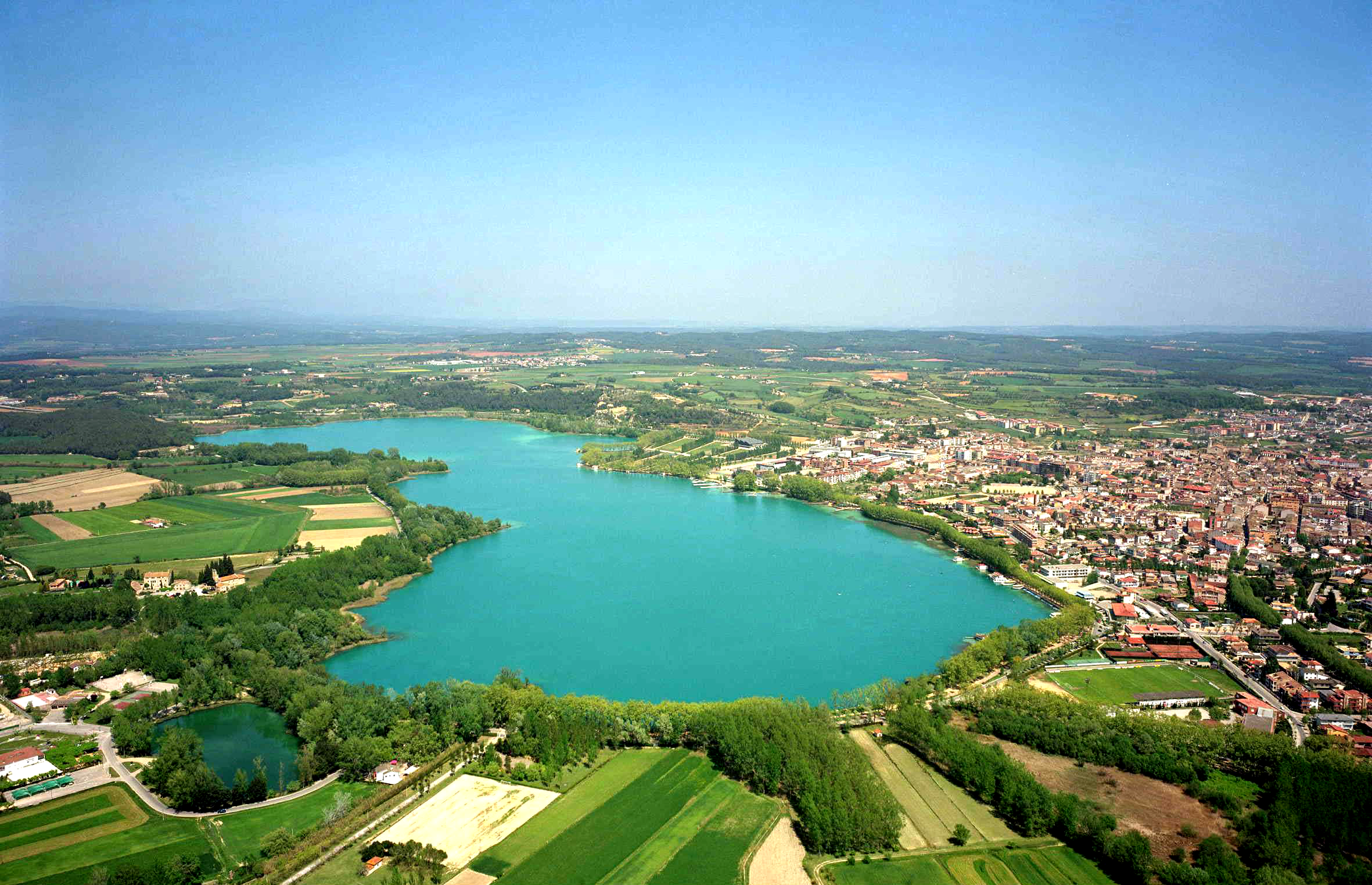
Widok na miasto i jezioro

Banyoles – miasto w Hiszpanii, w prowincji Girona, na północy Katalonii; stolica comarcy Pla de l’Estany. Liczba mieszkańców: 17917 (2008), powierzchnia: 11,1 km². Funkcję alkada od 2007 pełni Miquel Noguer Planas.
Jedną z atrakcji miasta jest osadzone w tektonicznej depresji jezioro o tej samej nazwie (hiszp. Estany de Banyoles). Podczas rozegranych w Barcelonie w 1992 Letnich Igrzysk Olimpijskich rozgrywano na nim konkurencje wioślarskie. Kolejnymi zawodami światowej rangi były rozegrane w 2004 mistrzostwa świata w wioślarstwie.
W latach 90. XX wieku negatywny rozgłos przyniosło miastu muzeum Dardera, w którym przez ponad 75 lat wystawione były eksponaty wykonane w technice taksydermicznej, a wśród nich ciało afrykańskiego Buszmena, zwane Buszmenem z Banyoles. Pomimo nacisków, początkowo (1991) lokalnych, później zaś międzynarodowych, władze muzeum oraz miasta utrzymały kontrowersyjną wystawę aż do 1997.